# Report of the Iowa State Agricultural Society
Report of the Iowa State Agricultural Society (abreviado Rep. Iowa State Agric. Soc.) fue una revista con descripciones e ilustraciones botánicas que fue publicado en Estados Unidos desde 1854 hasta 1899.